# Thomas Traherne

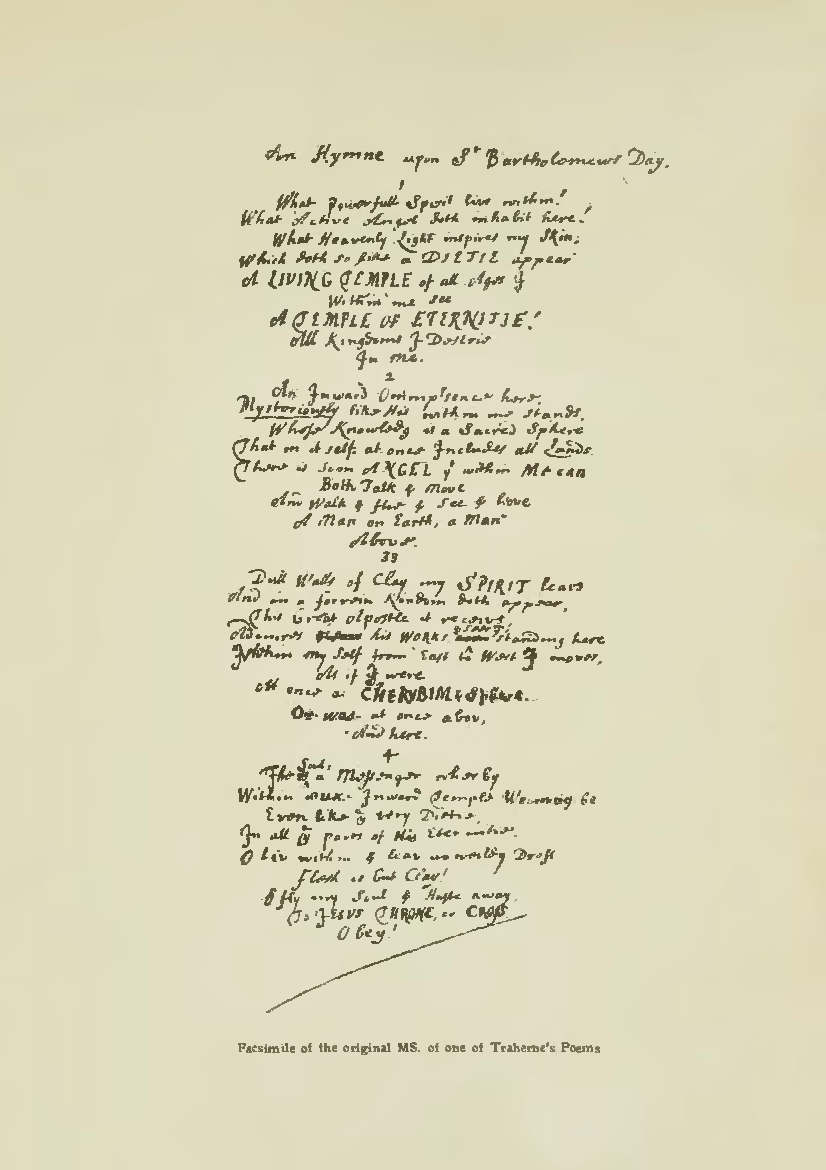
Facsimile van het manuscript van Thomas Traherne gedicht "An Hymne upon St. Bartholomew's Day", uit Bertram Dobells uitgave van Trahernes gedichten (1903)

Thomas Traherne, (Hereford, 1637 – Teddington,  september 1674) was een Engels dichter en prozaschrijver. Hij wordt gerekend tot de groep van de Metaphysical poets.
Traherne was de zoon van een schoenmaker. Hij bezocht de kathedraalschool in Hereford en vervolgens de Universiteit van Oxford, waar hij in 1661 zijn MA behaalde. Hij werd geestelijke en werkte 10 jaar lang als priester in Credenhill. Van 1657 tot 1672 was hij kapelaan van Orlando Bridgeman, 1e Baronet van Great Lever en Lord Keeper of the Seals van Karel II. Toen deze zich terugtrok in Teddington vergezelde Traherne hem daarheen. Hij overleed daar in 1674. 

## Werk
Slechts een werk van Traherne verscheen tijdens zijn leven: het tegen de katholieken gerichte prozawerk Roman Forgeries (1673). Een jaar na zijn dood volgde de uitgave van Christian Ethicks, eveneens een prozawerk. Centuries of Meditation, daterend uit zijn periode in Credenhill behoort tot zijn betere werken. 
Dit laatste werk werd pas in 1896 bij toeval ontdekt toen een Londense boekhandelaar het manuscript  aantrof in een plaatselijk boekenstalletje, samen met een aantal gedichten. De laatste werden uitgegeven in 1903 onder de titel Poems, het prozawerk verscheen in 1908. In 1996 and 1997 werden in Washington DC en in Londen nog meer manuscripten van Traherne ontdekt. Het in Amerika opgedoken werk The Ceremonial Law is een onvoltooid episch gedicht, het in Londen gevonden werk omvat een aantal prozawerken. De teruggevonden geschriften hebben geleid tot een hernieuwde belangstelling en waardering voor een lange tijd vergeten en miskende religieuze auteur. 